# Syðradalur (Streymoy)
Syðradalur (dánul: Sydredal) település Feröer Streymoy nevű szigetén. Közigazgatásilag Tórshavn községhez tartozik.

## Földrajz
A település a sziget délnyugati partján fekszik. A faluból a tenger felett kilátás nyílik Kolturra és Vágarra. A szigetek közúthálózatába 1982-ben kapcsolták be a Velbastaðurba vezető úttal – az északi irányban közelebb található Norðradalurba ma sem visz közvetlen út.

## Történelem
A település első írásos említése 1590-ből származik.

## Népesség
| Év              | Lakosság |
| --------------- | -------- |
| 1986. január 1. | 15       |
| 1991. január 1. | 14       |
| 1996. január 1. | 9        |
| 2001. január 1. | 7        |
| 2006. január 1. | 7        |

## Közlekedés
A település a Velbastaður felé vezető úton közelíthető meg. Autóbusz-összeköttetése nincsen.

### Külső hivatkozások
- faroeislands.dk – fényképek és leírás (angol)
- Syðradalur, Tórshavn község (feröeri)
- Panorámakép a mezőről[halott link] (dán)
- Syðradalur, fallingrain.com (angol)